# Anthologie
Anthologie – pierwsza kompilacja zespołu Versailles, wydana 20 stycznia 2013 roku. 

## Lista utworów
Edycja regularna (CD)
| Nr  | Tytuł                                                                    | Czas |
| --- | ------------------------------------------------------------------------ | ---- |
| 1.  | "ASCENDEAD MASTER" (remastered)                                          |      |
| 2.  | "Ai to kanashimi no Nocturne" (jap. 愛と哀しみのノクターン) (remastered) |      |
| 3.  | "Serenade" (remastered)                                                  |      |
| 4.  | "DESTINY -The Lovers-"                                                   |      |
| 5.  | "GLOWING BUTTERFLY" (remastered)                                         |      |
| 6.  | "Philia"                                                                 |      |
| 7.  | "MASQUARADE"                                                             |      |
| 8.  | "Vampire"                                                                |      |
| 9.  | "Love will be born again" [Japanese Version]                             |      |
| 10. | "Illusion"                                                               |      |
| 11. | "Rhapsody of the Darkness"                                               |      |
| 12. | "Truth"                                                                  |      |
| 13. | "ROSE"                                                                   |      |
| 14. | "Symphony of The Revenant Choir"                                         |      |

Dysk drugi (LIVE CD, limitowana edycja)
| Nr | Tytuł                                              | Czas |
| -- | -------------------------------------------------- | ---- |
| 1. | "God Palace z 2010.9.4 C.C. Lemon Hall"            |      |
| 2. | "PRINCESS z 2010.9.4 C.C. Lemon Hall"              |      |
| 3. | "Judicial Noir z 2012.2.12 Shibuya Public Hall"    |      |
| 4. | "LIBIDO z 2012.2.12 Shibuya Public Hall"           |      |
| 5. | "Faith & Decision z 2012.2.12 Shibuya Public Hall" |      |